# Castilfalé
Castilfalé – gmina w Hiszpanii, w prowincji León, w Kastylii i León, o powierzchni 25,9 km². W 2011 roku gmina liczyła 78 mieszkańców.